# Divisiones Regionales de la Región de Murcia 1952-53
Las divisiones regionales de fútbol son las categorías de competición futbolística de más bajo nivel en España, en las que participan deportistas aficionados, no profesionales. En las provincias de Murcia, Albacete y Alicante su administración corre a cargo de la Federación Regional Murciana de Clubes de Fútbol. Inmediatamente por encima de estas categorías estaba la Tercera División española.
En la temporada 1952-1953 las divisiones regionales se dividen en Primera Regional y Segunda Regional.
Los dos primeros clasificados de Primera Regional disputan la promoción de ascenso a Tercera División.

## Primera Regional

### Clasificación
|  |     | Equipos de fútbol      | PJ | G  | E | P  | GF  | GC  | Dif | Pts |
|  | --- | ---------------------- | -- | -- | - | -- | --- | --- | --- | --- |
|  | 1.  | CD Yeclano             | 28 | 22 | 3 | 3  | 125 | 29  | +96 | 47  |
|  | 2.  | UD Cartagenera         | 28 | 21 | 2 | 5  | 85  | 24  | +61 | 44  |
|  | 3.  | Cieza CF               | 28 | 15 | 3 | 10 | 60  | 58  | +2  | 33  |
|  | 4.  | Caravaca CF            | 28 | 16 | 3 | 9  | 74  | 44  | +30 | 33  |
|  | 5.  | Atlético Murcia CF     | 28 | 12 | 6 | 10 | 68  | 65  | +3  | 28  |
|  | 6.  | SD Almansa             | 28 | 12 | 3 | 13 | 59  | 69  | -10 | 27  |
|  | 7.  | CD Júpiter             | 28 | 13 | 1 | 14 | 66  | 69  | -3  | 27  |
|  | 8.  | Jumilla CF             | 28 | 10 | 6 | 12 | 50  | 56  | -6  | 26  |
|  | 9.  | Águilas CF             | 28 | 11 | 3 | 14 | 61  | 60  | +1  | 25  |
|  | 10. | Callosa Deportiva CF   | 28 | 12 | 1 | 15 | 64  | 88  | -24 | 25  |
|  | 11. | Alhama CF              | 28 | 10 | 4 | 14 | 59  | 72  | -13 | 24  |
|  | 12. | UD Elda                | 28 | 8  | 6 | 14 | 56  | 67  | -11 | 22  |
|  | 13. | CD Pinosense           | 28 | 10 | 1 | 17 | 56  | 89  | -33 | 21  |
|  | 14. | Atlético Alcantarilla  | 28 | 9  | 2 | 17 | 33  | 66  | -33 | 20  |
|  | 15. | Maestranza Albacete CF | 28 | 7  | 1 | 20 | 41  | 101 | -60 | 8   |
|  | 16. | CD Tobarra             | 0  | 0  | 0 | 0  | 0   | 0   | 0   | 0   |

Pts = Puntos; PJ = Partidos Jugados; G = Partidos Ganados; E = Partidos Empatados; P = Partidos Perdidos; GF = Goles Anotados; GC = Goles Recibidos
|  | Asciende a Tercera División  |
|  | Desciende a Segunda Regional |

## Segunda Regional

### Clasificación Grupo 1
|  |    | Equipos de fútbol | PJ | G | E | P | GF | GC | Dif | Pts |
|  | -- | ----------------- | -- | - | - | - | -- | -- | --- | --- |
|  | 1. | CF I.T.S.A.       | 11 | 6 | 1 | 4 | 31 | 15 | +16 | 13  |
|  | 2. | Deportiva Minera  | 10 | 5 | 1 | 4 | 14 | 15 | -1  | 11  |
|  | 3. | CD Ilorcitano     | 9  | 4 | 2 | 3 | 11 | 11 | 0   | 10  |
|  | 4. | Archena CF        | 10 | 5 | 2 | 3 | 18 | 7  | +11 | 10  |
|  | 5. | CD Levante        | 10 | 5 | 0 | 5 | 14 | 27 | -13 | 10  |
|  | 6. | Alguazas CF       | 10 | 4 | 0 | 6 | 19 | 27 | -8  | 8   |
|  | 7. | CF Santomera      | 10 | 3 | 0 | 7 | 24 | 29 | -5  | 6   |

Pts = Puntos; PJ = Partidos Jugados; G = Partidos Ganados; E = Partidos Empatados; P = Partidos Perdidos; GF = Goles Anotados; GC = Goles Recibidos
|  | Asciende a Primera Regional |

### Clasificación Grupo 2
|  |    | Equipos de fútbol     | PJ | G | E | P | GF | GC | Dif | Pts |
|  | -- | --------------------- | -- | - | - | - | -- | -- | --- | --- |
|  | 1. | Atlético San José     | 6  | 4 | 0 | 2 | 14 | 10 | +4  | 8   |
|  | 2. | CD Molinense          | 6  | 3 | 0 | 3 | 17 | 16 | +1  | 6   |
|  | 3. | Calasparra CF         | 6  | 3 | 0 | 3 | 13 | 15 | -2  | 6   |
|  | 4. | CD Abarán             | 6  | 2 | 0 | 4 | 13 | 16 | -3  | 4   |
|  | 5. | Imperio de Cehegín CF | 0  | 0 | 0 | 0 | 0  | 0  | 0   | 0   |
|  | 6. | CD Vera Cruz          | 0  | 0 | 0 | 0 | 0  | 0  | 0   | 0   |

Pts = Puntos; PJ = Partidos Jugados; G = Partidos Ganados; E = Partidos Empatados; P = Partidos Perdidos; GF = Goles Anotados; GC = Goles Recibidos
|  | Asciende a Primera Regional |

### Clasificación Grupo 3
|  |    | Equipos de fútbol              | PJ | G | E | P | GF | GC | Dif | Pts |
|  | -- | ------------------------------ | -- | - | - | - | -- | -- | --- | --- |
|  | 1. | Crevillente Deportivo          | 12 | 8 | 2 | 2 | 35 | 15 | +20 | 18  |
|  | 2. | CD Obras del Puerto            | 12 | 7 | 2 | 3 | 23 | 18 | +5  | 16  |
|  | 3. | Almoradí CF                    | 12 | 6 | 1 | 5 | 21 | 23 | -2  | 13  |
|  | 4. | Monóvar CD                     | 12 | 5 | 3 | 4 | 27 | 25 | +2  | 13  |
|  | 5. | Elda CF                        | 12 | 4 | 2 | 6 | 23 | 29 | -6  | 10  |
|  | 6. | Imperial Textil CF             | 11 | 3 | 3 | 5 | 21 | 23 | -2  | 9   |
|  | 7. | CD Sagrado Corazón             | 11 | 3 | 1 | 7 | 24 | 34 | -10 | 7   |
|  | 8. | Realidad Ibérica Petrelense CF | 12 | 4 | 0 | 8 | 18 | 25 | -7  | 6'  |

Pts = Puntos; PJ = Partidos Jugados; G = Partidos Ganados; E = Partidos Empatados; P = Partidos Perdidos; GF = Goles Anotados; GC = Goles Recibidos
|  | Asciende a Primera Regional |